# 朴甲東
朴 甲東（パク・カプトン、朝鮮語: 박갑동、1919年3月31日 - ）は、日本統治時代の朝鮮の独立運動家、朝鮮民主主義人民共和国の官僚、ジャーナリスト、日本の実業家、大韓民国の人権活動家。朝鮮民主統一救国戦線常任議長。

## 経歴
日本統治時代の慶尚南道山清郡出身。16歳の時に渡日し、早稲田大学政経学部卒。1941年に帰国し独立運動に参加した。解放日報政治部記者、労力人民編集部長などを務め、1950年4月に南朝鮮労働党地下総責となるも同年6月に朝鮮戦争に非協力だったという理由で解職された。その後、文化宣伝省（現在は廃止）欧州部長を務めるが、1953年に金日成による粛清に巻き込まれ逮捕・監禁されたが、釈放された。その後は脱北し、1957年に渡日・滞在し、1979年に成甲書房を起業した。1992年、モスクワにて各国に亡命していた脱北者らと共に朝鮮民主統一救国戦線を結成し常任議長を務めた。